# Bodianus oxycephalus
Bodianus oxycephalus е вид бодлоперка от семейство Labridae.

## Разпространение и местообитание
Видът е разпространен в Китай, Провинции в КНР, Тайван, Южна Корея и Япония.
Обитава морета и рифове.

## Описание
На дължина достигат до 29 cm.